# Paddan-Aram
Paddan-Aram, Padan-Aram („Pole Arama”) – biblijne określenie na tereny, położone pomiędzy górnym biegami Tygrysu i Eufratu. Na zachodzie obszar ciągnął się do Karkemisz, na wschodzie – do Niniwy. Według Księgi Rodzaju (Rdz 11,31; 28,10) głównym miastem Paddan-Aram był Charan. Z Paddan-Aram wywodzili się biblijni patriarchowie, choć w Starym Testamencie figuruje wzmianka o tym, że ojciec Abrahama – Terach – przywędrował do Charanu z Ur. W analizie naukowej nie odnotowano jednak wpływów kultur z południowych obszarów Mezopotamii na tradycję patriarchalną.
W drugim tysiącleciu p.n.e. północna Mezopotamia była zamieszkana przez plemiona aramejskie, które około 1350 roku p.n.e. rozpoczęły swoją ekspansję w kierunkach zachodnim i północno-zachodnim. Aramejczycy z Paddan-Aram wtargnęli do Syrii, mieszając się z miejscową ludnością. W pierwszej połowie XIII wieku osiedlili się w okolicach Damaszku. W połowie XI wieku p.n.e. część plemion aramejskich z Paddan-Aram – Chaldejczycy – wyruszyła na wschód, plądrując południową Babilonię. Pięć wieków później Aramejczycy stanowili już główny element populacji Babilonii, co pozwoliło im na założenie własnej dynastii panującej w państwie.